# Клаймеры
Кла́ймеры, или кла́йминги (англ. Climbing) — название плетистых форм, спортов (англ. Sports) почковых мутаций роз, изначально созданных в кустовой форме. От родительских форм, помимо плетевидных побегов, они отличаются сравнительно поздним цветением и большим размером цветка. 
Аббревиатура — Cl.
Многие клайминги возникли спонтанно, их «плетистость» была закреплена в культуре селекционными методами. Такие растения есть почти во всех садовых группах кустовых роз. Они менее зимостойки, чем исходные сорта. Кроме того, многие клайминги повторноцветущих сортов имеют однократное цветение, особенно в средней полосе и на севере.
Плетистые формы кустовых роз сохраняют те же сортовые названия, что и исходные сорта, но к ним добавляют слово Climbing или Cl. Они ничем не отличаются от материнских сортов за исключением более сильного роста и более позднего цветения. В Главном ботаническом саду спорты отмечались на таких сортах, как 'Orange Triumph' и 'Eva Teschendorff'. Культура плетистых спортов большинства сортов, особенно Чайно-гибридных роз, не пригодна для условий средней полосы России и более северных районов.
Клайминги чайно-гибридных (Climbing Hybrid Tea, CI. HT.) роз имеют жёсткие побеги, высота в средней полосе России не более 3 м, цветки крупные, одиночные или в небольших соцветиях по 3—5 штук. Клайминги миниатюрных (Climbing Miniature, CI. Min.) роз могут быть как со стелющимися побегами, требующими опоры, так и с более жёсткими дуговидными, которые можно располагать как на опоре, так и без неё. В последнем случае они образуют куст, характерный для почвопокровных роз. Чаще всего сорта ремонтантные, но есть и однократно цветущие. 
Некоторые сорта: 'Dee Dee Bridgewater', 'Madame Ernst Calvat', 'Vanity'.